# Olmaliq
Olmaliq (ros. Алмалык, Ałmałyk) – miasto we wschodnim Uzbekistanie, położone na stokach Gór Kuramińskich, 65 km na wschód od Taszkentu.
Prawa miejskie od 1951 roku.

## Dane ogólne
- Liczba ludności: 120 800 (2006)
- Położenie geograficzne: 40°50' N; 69°35' E

W mieście rozwinął się przemysł materiałów budowlanych, meblarski, chemiczny oraz hutniczy. W pobliżu miasta wydobycie rud miedzi, cynku, ołowiu i molibdenu. Z uwagi na ulokowanie na terenie miasta kilku potężnych zakładów hutniczych, jest ono jednym z najbrudniejszych miast w Azji Środkowej. Jednocześnie ze względu na toksyczne odpady zagrożone jest zdrowie mieszkańców. Rząd Uzbekistanu odmawia zamknięcia zakładów, gdyż zatrudniają one 24 000 mieszkańców miasta, obiecuje jednak redukcję emisji spalin oraz oczyszczenie obszaru z trujących substancji.